# 細孔
物質工学における 細孔（さいこう）とは、多孔質や多孔質材料が持つ微細な空孔のこと。孔の大きさによってマイクロ孔（ミクロ孔、マイクロ細孔、マイクロポア）、メソ孔（メソ細孔、メソポア）、マクロ孔（マクロ細孔、マクロポア）に分けられる。IUPAC では触媒分野において、直径 2 nm 以下の細孔をマイクロ孔、直径 2–50 nm の細孔をメソ孔、直径 50 nm 以上の細孔をマクロ孔と定義している。
細孔は物理吸着の場として、その大きさに合う物質を取り込む特性が利用される。細孔を持つ多孔質の代表例としてゼオライト、メソポーラスシリカ、活性炭、素焼きなどが知られる。一般に比表面積の多い方が、ガスなどの吸着性能に優れる。細孔の大きさとその体積の関係を示す評価指標として細孔分布がある。